# УПА-Північ

Радисти групи «УПА-Північ». Волинь. 1943 р.

Оперативна група УПА-Північ  — структурна одиниця УПА. Діяла на території Волинської, Рівненської, Житомирської та частково Київської областей.
Першою почала організуватися УПА-Північ. У жовтні 1942 р. постало два відділи УПА — «Остапа» (Сергія Качинського) та Довбенка-Коробки (Перегіняка), які досить скоро досягли стану сотень. У листопаді і грудні 1942 р. організуються три дальші сотні: Дороша, Крука, і Гонти. У лютому 1943 р. це вже були курені. Цілісністю дій і, головне, організаційною розбудовою керує уповноважений делегат КВШ при Проводі ОУН полковник «Шелест», відомий теж під псевдами «Конрад» і «Зов» (справжнє прізвище: Василь Сидор), як перший Шеф Штабу УПА (Північ). Зріст УПА приходиться між 20 і 30 березня 1943 р., коли волинські та поліські допоміжні частини української поліції масово переходять в ліс до УПА.

## Командири УПА-Північ
- Клячківський Дмитро Семенович: грудень 1943 (офіційно згідно з наказом ГВШ ч.2/44 від 26 січня 1944) — 12 лютого 1945 року.
- Козак Микола: березень 1945 — грудень 1945 року. (Виконував обов'язки командира УПА-Північ)
- Олійник Петро: грудень 1945 — 17 лютого 1946 року. (Виконував обов'язки командира УПА-Північ)
- Литвинчук Іван: лютий 1946 — 19 січня 1951 року.
- Галаса Василь: січень 1951 — 11 липня 1953 року. (Виконував обов'язки командира УПА-Північ)

## ОУН(б) на Волині і в Поліссі в 1942 році
Навесні 1942 р. населення Волині та Полісся почало самотужки створювати самообороні відділи, щоб зі зброєю в руках боронити свої села від німецьких грабіжницьких акцій. Тож ОУН, пропагуючи ідею збройної боротьби, повинна була її очолити, інакше таке становище могло привести у майбутньому до хаосу і непередбачуваних наслідків.
За твердженням Володимира Косика, вже з квітня 1942 р. організовано перші дві групи самооборони під командуванням Сергія Качинського-«Остапа» та Івана Перегійняка-«Довбенка». Це підтверджують також дослідження Галини Стародубець, яка акцентує на створенні самооборони весною 1942 р. що мала стихійний характер, але контролював її Дмитро Клячківський, створюючи збройне підпілля ОУН(б).
У травні 1942 р. під час чергового військово-ідеологічного вишколу провідник ОУН Сарненської округи Іван Литвинчук-«Дубовий» довідався, що неподалік перебуває партизанський загін Шматова і грабує населення, яке відмовляється надавати допомогу. «Дубовий» та 37 вишкільників в околицях сіл Тинне і Копанівка влаштували на одну із груп шматовців вдалу засідку.
Відслідковуючи процес створення бандерівцями боївок у селах і військової підготовки членів ОУН(б), нацистські спецслужби відзначили, що з кінця весни 1942 р. прихильники бандерівської організації починають формувати власні (поки що нестаціонарні) збройні відділи: «Вже в травні вдалося встановити, що бандерівський рух серйозно займається організацією власних бандитських груп у західній частині України. Рух Бандери переходить до того, щоб здійснювати військовий вишкіл своїх членів і збирати їх час від часу на польові навчання, які проводять в рамках націоналістичних банд».
За даними Володимира Косика, вже влітку 1942 р. діяли відділи, загальна чисельність яких сягала 600 осіб, і вони здатні були стати ядром майбутньої повстанської армії. У листопаді 1942 р. на базі боївок та з добровольців сформовано сотні Петра Кухарчука-«Дороша», Івана Климишина-«Крука» та сотню «Гонти». Лев Шанковський замість сотні «Гонти» називає сотню Никона Семена-«Яреми», яка почала діяти в районі Степань-Колки. Також у грудні 1942 р. окружний провідник І. Литвинчук-«Дубовий» наказав сформувати ще одну сотню особливого призначення у Сарненщині під командуванням Федора Воробця-«Верещаки». Її зразу ж після вишколу відправлено в рейд у Житомирську область для вивчення можливостей розгортання повстанської боротьби на цих слабо охоплених мережею підпілля теренах.
У другій половині 1942 р. створюються осередки для підготовки мобілізаційних планів, нагромадження зброї і вишколу військових кадрів у Луцьку, Дубно, Рівному, Володимир-Волинському, Крем'янці. На теренах Дубнівського та Крем'янецького повітів із липня по грудень 1942 р. працювало 15 військових вишколів. У кожному з них вишколювали групи до 100 осіб.
Німці у свої документи про діяльність бандерівців відзначали, що: «перші українські національні банди з'явилися в районі Сарн у вересні 1942 р. Згодом їхня діяльність поширилася на район Костопіль-Людвипіль-Березне. Від першої половини березня наступного року українські банди розповсюдили свою діяльність на південь Рівного-Дубна-Звягеля, а в другій половині березня і в квітні — на західних та південних районах Волинської, Рівненської і північних районів Тернопільської та Кам'янець-Подільської областей».

## Військові відділи ОУН(б) на ПЗУЗ. Січень-квітень 1943 року
- Сотня Г. Перегіняка-«Коробки» — близько 100 вояків, Сарненщина.
- Відділ С. Качинського-«Івана», «Остапа» — чисельність невідома, Клеванський район.
- Відділ Г. Качана-«Саблюка» — 16 вояків, Козинський район.
- Відділ В. Левковича-«Вороного» — 35 вояків Дубенський район.
- Відділ Л. Борейчука-«Стрибайла» — 20-30 вояків, Березнівський район.
- Відділ «Шпака», пізніше очолив «Шавула» — чисельність невідома, Людвипільський район.
- Відділ І. Климишина-«Крука» — 50 вояків, Ланівецький район.
- Відділ «Чопа» — Кременеччина.
- Відділ Є. Басюка-«Чорноморця» — 6 вояків, Острозький район.
- Відділ А. Шеременти-«Сталевого» — 40-50 вояків, Мізоцький район.
- Відділ О. Брися-«Остапа» — близько 40 вояків, Горохівський район.
- Відділ О. Шума-«Вовчака» — 100 вояків, Ковельський район.
- Відділ Пашкевича-«Бистрого» — 100 вояків, Голобський район.
- Сотня І. Климчака-«Лисого» — 186 вояків із шуцманів 103-го шуцбатальйону м. Матіїв
- Відділ Я. Ждана-«Острого» — 30 вояків, Олександрійський район.
- Курінь М. Якимчука-«Олега» та С. Коваля-«Рубашенка» — із 320 курсантів луцької сільськогосподарської школи.
- Відділ Г. Вронтовського-«Гордієнка» — 20-30 вояків, Рівненський район.
- Сотня П. Антонюка-«Сосенка» — 100 вояків, Володимир-Волинський район.
- Відділ «Павука» — чисельність невідома, Костопільщина.
- Відділ І. Тикальського-«Ключа» — 30 вояків, Дедеркальський район Тернопільської області.

## Травень 1943 року
У травні 1943 року розгорнули діяльність перші великі (понад 500 вояків) формування УПА:
- Перша група УПА (командувач І. Литвинчук-«Дубовий»).
  - Оперативний відділ — «Макаренко» (Левицький Микола).
  - Відділ розвідки — «Печериця» (А. Луцик), «Острий» (Я. Ждан).
  - Відділ мобілізації — «Бескид».
  - Господарчий відділ — «Потап».
  - Вишкільний відділ — «Корбан».
  - Виховний відділ — «Рудящий» (І. Луцюк).
  - Санітарний відділ — «Еней» (Д. Сагайло).
  - Відділ зв'язку — «Горний».

Штабу підпорядковувалися три сотні:
1. «Яреми» (Никона Семенюка).
2. «Шавули» (Адама Рудика).
3. «Романа».

Підстаршинська школа та деякі дрібні боївки («Галайди», «Лайдаки», «Кори», «Ярмака»).
- Українська повстанська група «Озеро» — (командувач Ю. Стельмащук-«Рудий»).
  - 1-й загін «Стохід» — командир «Вовчак» (Олексій Шум).
  - 2-й загін «Буг» був сформований з колишніх учасників 103-го батальйону поліції під керівництвом «Лисого» (Івана Климчака).
  - 3-й загін «Тур» — командир «Бистрий» («Пашкевич»).
- Загін УПА «Котловина» — командувач С. Коваль-«Юрій Рубашенко».

Зі свідчень керівників Південної групи УПА «Енея» вдалося визначити, хто належав до її штабу весною-влітку 1943 р.
- - Начальник штабу — «Голубенко».
  - Оперативний відділ — «Поліщук» (М. Омелюсік).
  - Відділ розвідки — «Немо».
  - Господарний відділ — «Чорний» (Бригадир).
  - Виховний відділ — «Максим» (В. Булавський).
  - Відділ зв'язку — «Муха» (М. Мартиновський).
  - Санітарний відділ — «Кучеренко» (Ю. Борщ).
  - Польова жандармерія — «Зелений» (І. Богуславський).

Ця група була чисельнішою, ніж група «Дубового» і складалася з відділів:
- «Крука» (Івана Климишина).
- «Чорноморця» (Євгена Басюка).
- «Орла».
- «Черника» (Дмитра Казвана).
- «Саблюка» (Остапа Качана).
- «Докса» (Семена Котика).
- «Беркута».
- «Юрка» (Юрія Чуйковского).

Після загибелі 13 травня 1943 року В. Івахова, Ю. Ковальського та С. Снятецького провідник ОУН(СД) Північно-західних земель Дмитро Клячківський взяв на себе командування Повстанською армією.
Першим Командиром УПА (Північ) став «Охрім» (полковник Дмитро Клячківський) приймаючи псевдо як Командир УПА (Північ) — «Клим Савур».
Весною 1943 р. в ряди УПА вступив колишній полковник Армії УНР Леонід Ступницький, пізніше піднесений постановою УГВР до ступеня генерала, і полковник «Шелест» передав йому пост Шефа Штабу УПА (Північ).
У серпні 1943 р. з лав «Поліської Січі» (Тараса Боровця-«Бульби») перейшли до УПА полковник Кульжинський, полковник Іван Литвиненко і полк Н., які входять до Волинського КВШ як Штабу УПА-Північ, переймаючи одночасно: полковник Кульжинський — організування і вишкіл кавалерії, а полковник Іван Литвиненко — організування та вишкіл артилерії. Членом УПА-Північ став також майор Федір Польовий-«Поль», (член групи полковника А. Мельника), який в тому ж часі включається в УПА з усім своїм відділом. Ф. Польовий переймає ведення старшинських шкіл УПА.

## Повстанські сили на осінь-зиму 1943р. на Волині і Поліссі
- ВО-1 «Заграва» командир «Дубовий» (Дубового), комендант «Юрко» (Юрій Рибак), шеф військового штабу «Славута» («Макаренко», Левицький Микола), шеф політичного штабу «Остап» (Сергій Качинський), політвиховник «Зимний» (Степан Костецький).

Включала загони (курені чисельністю 2-3 сотні).
Загони групи:
- ім. Богуна (командир «Ярема» (Никон Семнюк), бази в районі Сарн).
  - сотня «Ворона».
  - сотня «Пащенка».
- ім. Остапа (командир «Шавула» (Адам Рудик), бази в районі Березного).
  - сотня «Свірка».
  - сотня «Пащенка».
- ім. Колодзінського (командир «Лайдака» (Микита Скуба), бази в районі Дубровиці).
  - сотня «Ярка».
  - сотня «Комара».
  - сотня «Гука».
- ім. Коновальця (командир «Кора» (Макар Мельник), бази в районі Володимирця).
  - сотня «Однорога».
  - сотня «Бедрижка».
  - сотня «Бориса».
- ім. Хмельницького (командир «Боровий», «Острий» (Василь Брилевський).
  - сотня «Цигана».
  - сотня «Грабека».
- ім. Дорошенка (командир «Вороний» (Василь Левкович), бази в районі Костополя).
  - сотня «Дереша».
  - сотня «Ярмака».
  - підстаршинські школи «Хорти» і «Везувій».

- ВО-2 «Богун» командир «Еней» (Петро Олійник), комендант «Пташка» (Сильвестр Затовканюк), шеф військового штабу «Черник» (Дмитро Казван), політвиховник «Нестор» (Володимир Ярмолка).

Курені групи:
- - «Дубенський» курінь, командир «Птах».
  - «Дубенський ІІ» курінь, командир «Юрко» (Юрій Чуйковський).
  - «Здолбунівський» курінь, командир «Ясен»
  - «Кременецький» курінь, командир «Бурсак».

Окремі сотні:
- - «Макса» (Максим Скорупський).
  - «Негуса» (Сергій Олеськів).
  - «Саблюка» (Остап Качан).
  - «Гордієнка» (Дмитро Хандій).
  - «Орла».
  - «Тополі».
  - «Певного».
  - «Цимбала».
  - «Докса»
  - «Данька» (кінна).
  - «В'юна» (вишкільна).
  - Також азербайджанська, грузинська, узбецька сотні.

Загін «Кодак» (рейди на схід, командир невідомий). Рейдуючі курені: «Крука», «Кропиви», «Олега».
- ВО-3 «Турів» командир «Олег» (Микола Якимчук), комендант «Ярослав Кармелюк», шеф військового штабу «Клим» (Борис Бедрик), політвиховник «Хмурий».
- Загін «01», «Котловина» — командир «Юрій Рубашенко» (Степан Коваль), шеф військового штабу «Яр», політвиховник «Хома».
  - Курінь ім. Євгена Коновальця — командир «Рибак».
  - Курінь ім. Богдана Хмельницького — командир «Орел».
  - Курінь «Погром» — командир «Мороз».
- Загін «02», «Озеро» — командир «Рудий» (Юрій Стельмащук), шеф військового штабу «Вовчак» (Олексій Шум), політвиховник «Тур».
  - Курінь «Стохід» — командир «Назар».
  - Курінь «Буг» — командир «Лисий».
  - Курінь «Тур» — командир «Голубенко».
- Загін «03» ім. І. Богуна («Січ») — командир «Лівар», шеф військового штабу «Кліщ» (Порфирій Антонюк), політвиховник «Брова» (Віктор Шибиста).
  - Курінь ім. Богдана Хмельницького — командир «Голуб».
  - Курінь ім. Князя Святослава — командир «Мирон».
  - Курінь ім. Сагайдачного — командир «Вітер».

- ВО-4 «Тютюнник» командир «Верещака» (Федір Воробець), шеф військового штабу «Очеретенко» (Петро Гудзоватий), шеф політичного штабу «Орел» («Бистрий», Петро Степаненко).
  - З'єднання (курінь) «Хмельницький» — командир «Кватиренко».
  - До групи було тимчасово приділено декілька сотень з інших груп. Зокрема, передана з групи ВО «Турів» сотня «Лева» (Іван Лень) виконувала в серпні-жовтні 1943 р. рейди по Житомирській області.

Станом на осінь-зиму 1943 р. у складі УПА-Північ був також військовий округ ВО «Богун». Наприкінці 1943 р. на основі діючої в складі групи «Богун» групи «Кодак» та крайового проводу ОУН Південно-східних українських земель (ПСУЗ) організовано командування УПА-Південь.

## Стан УПА-Північ у першій половині 1944 р
- Командир УПА-Північ: полковник «Клим Савур» (Дмитро Клячківський);
- Шефи військового штабу: полковник «Карпович-Крем'янецький» (Михайло Медвідь), «Клим» («Див», Борис Бердик)
- Політвиховник: «Засласький» («Галина», Яків Бусел).

- ВО-1 «Заграва» командири «Дубовий» («Максим», Іван Литвинчук), «Далекий» («Юрій», Степан Янишевський). Шефи військового штабу «Д. Дмитречко» («Гриць», «Бористен», Дмитро Корінець), «Святославич» (Володимир Рудаков). Політвиховник «Зимний» (Степан Костенець).

Загони групи:
- - «Батуринський» — командири «Шакал» (Адам Рудик), «Лебедин».
  - «Корсунський» — командири «Лайдака» (Микита Скуба), «Ярок» (Калинюк Дмитро).
  - «Прилуцький» — командири «Острий» (Ярослав Ждан), «Гамалія» (Анатолій Монь). У березні 1944 р. цей загін було передано до складу групи ВО «Тютюнник».
  - «Стародубський» — командир «Кузьма» (Макар Мельник).
  - «Хвастівський» — командири «Юрій» (Степан Коваль), «В. Чорнота».
    - Відділи:
    - 1. «Підкови»
    - 2. «Стріли»
    - 3. «Залізняка»
    - 4. «Кореня»
    - 5. «Жука»
    - 6. «Ярмака» (Дмитро Войцешко)
    - 7. «Богуна»
    - 8. «Кармелюка» (Підстаршинська школа)
    - 9. «Лева»
    - 10. «Ткача»
    - 11. «Узбека» (Василя Павлонюка)
    - 12. «Гриця»
    - 13. «Ігоря» (Івана Кисіля)

- ВО-2 «Богун» командир «Роман» (Петро Олійник), шеф військового штабу «Гриць» (Дмитро Казван), політвиховник «Середа».

Курені (з'єднання) групи під командуванням:
- - «Балабана».
  - «Бувалого» (Андрій Трачук).
  - «Кожуха» (Семен Котик).
  - «Довбенка» (Іван Золотнюк).
  - «Кирея» (Степан Трохимчук). У квітні 1944 р. курінь передано до складу групи ВО «Тютюнник».
  - «Лиха» (Олександр Кайдаш).
  - «Мамая» (Іван Салло).
  - «Непитайла».
  - «Рова» (Олександр Степчук).
  - «Хмари» (Олександр Калиновський).
  - «Юрка» (Юрій Чуйковський).
  - «Ясена» (Миколи Свистуна).

Частина формувань групи діяла окремими підрозділами.
- ВО-3 «Турів» командир «Кайдаш» (Юрій Стельмащук), шеф військового штабу «Вовчак» (Олексій Шум), політвиховник «Хмурий».

Загони групи:
- - ім. І. Богуна («Богун») — командири «Сосенко» (Порфирій Антонюк), «Остріжський» (Олексій Громадюк).
  - «Пилявці» — командир «Лисий» (Іван Климчак).
  - «Полтавський» — командир «Назар Крига» (Климук).

Частина формувань групи діяла окремими підрозділами.
- ВО-4 «Тютюнник» командир «Олекса Глід» (Федір Воробець), шеф військового штабу «Василь Вечеря» (Петро Гудзоватий), політвиховник «Петро Степанченко» (Єфрем Мовчан).

З'єднання групи:
- - «Базар» — командир «Онищенко» (Микола Мельник).
  - «Крути» — командир «Чорненко».
  - «Хмельницький» — командир «Кватиренко» (Яків Яковлів).

У східних регіонах ВО «Тютюнник» діяли окремі підрозділи групи. Зокрема, у південних районах Житомирської обл. діяв загін у складі 7 груп (до 50 осіб) під командуванням члена проводу ВО «Тютюнник» «Дороша» (Петро Кухарчук).

## Стан УПА-Північ у другій половині 1944р.— першій половині 1945 р
У липні -серпні 1944 р. структура визвольного руху на ПЗУЗ була реорганізована. Три ВО, які діяли від 1943 р, було переформовано і на їхній основі в рамках НВРО утворили дві Генеральні округи (ГО): 
— Північно-західну (провідник — Іван Литвинчук-«Максим Дубовий»).
— Північну-східну (провідник — Федір Воробець-«Шигунич Денис»).
Кожна ГО поділялася на три ВО.
Межею між двома ГО стала р. Горинь.
У другій половині 1944 р. зазнали реорганізації діючі на ПЗУЗ підрозділи УПА. Групи ВО «Заграва», ВО «Турів» і ВО «Тютюнник» переформовані у з'єднання груп (ЗГ) «33» (Західна ВО «Завихост») і ЗГ «44» (Східна ВО), які діяли відповідно на території північно-західної і північно-східної ГО (Генеральна округа).
Станом на серпень — вересень 1944 р. кожне з них у повстанських документах проходить як «ЗГ». У листопаді перше з'єднання груп позначено як ЗГ «Завихост» або «ЗГ 33». На початку січня 1945-го року перше з'єднання названо «ЗГ 33», а друге — «ЗГ 44». Далі назва «ЗГ 33» змінилася на «з'єднання ім. Хмельницького».
- Командир УПА-Північ: полковник «Клим Савур» (Дмитро Клячківський).
- Шефи військового штабу: «Клим» (Борис Бердик).
- Політвиховники: «Заславський» (Яків Бусел), «Вадим».

До складу ЗГ «33» («Завихост», ім. Хмельницького) входило 6 бригад та інші підрозділи чисельністю 1300—1500 вояків.
На чолі з'єднання стояли:
- Командир: «Максим Дубовий» (Іван Литвинчук), «Кайдаш» (Юрій Стельмащук).
- Шеф військового штабу: «Остріжський» (Олексій Громадюк).
- Політвиховник: «Погідний».

Бригади:
- Перша — ім. Лайдаки, «Пам'яті Крут» — командир «Ярок» (Калинюк Дмитро). У складі загонів: 1541, 1542, 1543. Район дії — Дубровицький, Висоцький, Володимирецький, райони Рівненської області. Сотенні: «Аршин», «Гаркун», «Орел». Чисельний склад: близько 260 стрільців.
- Друга бригада — ім. Острога, «Жовті води» — командир «Галайда» (Григорій Решетин). У складі загонів: 1644, 1645, 1646. Район дії — Цуманський ліс — територія Цуманського та Колківського районів Волинської області. Чисельний склад: близько 110 стрільців.
- Третя бригада — ім. Мазепи, «Холмська» — командири «Буря», «Ткач» (Дмитро Корейчук). У складі загонів: 1747, 1748, 1749. Район дії — Маневицький, Рафалівський, Любешівський райони Волинської області. Сотенні: «Дніпрович», «Бродяга». Чисельний склад: близько 180 стрільців.
- Четверта бригада — ім. Вовчака, «Соборна Україна» — командир «Ромб» (Тихін Зінчук). У складі загонів: 1850, 1851, 1852. Район дії — між річками Стохід, Турія, Прип'ять, вздовж залізниці Ковель-Сарни. Сотенні: «Дубовий», «Залізний», «Тигр». Чисельний склад: близько 170 стрільців.
- П'ята бригада — ім. Байди, «Пилявці» — командир «Лисий» (Іван Климчак), «Ігор» (Іван Кисіль). У складі загонів: 1953, 1954, 1955. Район дії — Шацькі ліси Заболоцького і Шацького районів Волинської області. Сотенні: «Чумак», «Чорний», «Нерозлучний». Чисельний склад: близько 215 стрільців.
- Шоста бригада — ім. Назара, «Помста Базару» — командир «Верховинець» (Григорій Троцюк). У складі загонів: 2056, 2057, 2058. Район дії — південні, райони Брест-Литовської області. Сотенні: «Боз», «Чорноморець» (Олексій Мельник), «Яр». Чисельний склад: близько 310 стрільців.

Всі бригади базувалися у північній, лісовій частині ГО (Генеральна округа). Окремі підрозділи організовувалися також у південних районах, зокрема курені під командуванням «Юрченка» (Василь Левкович) та «Чорноморця» (Олексій Мельник).
До складу ЗГ «44» (Східна ВО) входило три загони та інші підрозділи чисельністю до 1000 вояків. На чолі з'єднання стояли:
- Командир: «Шигунич Денис» (Федір Воробець).
- Шеф військового штабу: «Василь Вечеря» (Петро Гудзоватий).
- Політвиховник: Петро Степанченко" (Єфрем Мовчан), «Святославич» (Володимир Рудаков).

Загони:
- Загін «Дорош» — командир «Стальний» (Никон Семенюк). У складі відділів: ім. Тятиви — командир «Пащенко», ім. Коробки — командир «Моряк», ім. Буйного — командир «Велес». Район дії — Сарненський, Клесівський, Рокитнівський райони Рівненської області і північна частина Житомирської області. Чисельний склад: 266 стрільців.
- Загін «Прилуцький» — командир «Дяченко» (Анатолій Монь). У складі відділів: командира «Кантового», командира «Стріли», командира «Мухи», командира «Ольхи». Район дії — Костопільський, Березнівський райони Рівненської області і Житомирська область. Чисельний склад: 278 стрільців.
- Загін «Стародубський» — командир «Кузьма» (Макар Мельник). У складі відділів: командира «Сіромахи», командира «Моряка». Районі дії — Березівський район по річку Горинь і Білоруська округа в басейні ріки Прип'ять. Чисельний склад: 175 стрільців.

Частина підрозділів ЗГ «44» діяла невеликими групами (5-20 вояків) у східних районах ГО (Житомирщина, Київщина).

## Стан УПА-Північ у другій половині 1945 року— першій половині 1946 року
Від червня 1945 року було розформовано залишки загонів «Прилуцький» і «Стародубський» (ЗГ «44»), бригади «Жовті Води», «Пам'яті Крут», відділу «Азіати» (ЗГ «33»).
Невелика частина вояків діяла у складі підвідділів УПА, інша частина перейшла до боївок СБ, територіальних ВОПів (Відділів особливого призначення), почотів провідників різних рівнів або нелегально переховувалися.
На 1 вересня 1945 року на території ЗГ «44» (Північно-східний край ОУН «Одеса») зафіксовано таку чисельність структур руху: бойова (боївки СБ, ВОПи) і ділова «сітка» — до 900 учасників, почоти «керівного активу» — 120 осіб, 4 підрозділи УПА — 240 вояків.
Структура і керівний склад УПА на ПЗУЗ у першій половині 1946 р. були такими. Функції командира УПА-Північ виконували:
- П. Олійник — «Сергій» (Загинув 18 лютого 1946 р. в сутичці з підрозділом НКВД).
- Мабуть І. Литвинчук — «Максим Дубовий».
- Посади ШВШ і полівиховника, певно лишалися вакантними.

І. Литвинчук — «Максим Дубовий» керував і найбільшим формуванням УПА-Північ ЗГ «33» («Завихост», ім. Хмельницького).
До складу ЗГ входили невеликі підвідділи і ВОПи:
- Івана Демянчука — «Дніпровича».
- Івана Кисіля — «Ігоря».
- Тихона Зінчука — «Ромба» («Кубіка»).
- Олекси Фінчука — «Ольхи».
- Олексія Мельника — «Чорноморця».
- та інші підвідділи.

Загалом до 200 осіб.
Після полонення командира ЗГ «44» Ф. Воробця — «Шигунича Дениса», смерті ШВШ П. Гудзоватого — «Василя Вечери» та утворення опозиції на чолі з «Далеким» (край «Одеса») керівні структури ЗГ «44» вже не відновлювалися. Останній найбільший підрозділ «Ольхи» (до 50 вояків) перейшов до складу ЗГ «33» («Завихост», ім. Хмельницького). Залишки невеликих підрозділів УПА на території ЗГ «44» (Північно-східний край ОУН «Одеса») ще діяли у вигляді ВОПів.

## Чисельність УПА-Північ
За даними з записів командира УПА-Північ, Дмитра Клячківського чисельність УПА-Північ на початок літа 1943 року приблизно 2 — 3 тисячі повстанців, на кінець 1943 року 8 — 10 тисяч повстанців. Чисельність УПА-Північ в перші місяці 1944 р. 6920 осіб, а у квітні 6960. За радянськими даними, на 20 лютого 1945 р. у Рівненській області діяло 40 великих підрозділів УПА чисельністю 2608 вояків у Волинській області 28 підрозділів чисельністю до 1200 осіб. Чисельність УПА-Північ в першій половині 1946 р. «ЗГ ім. Хмельницького» 200 осіб, чисельність «ЗГ 44» невідома.
- Чисельність ВО «Заграва» 3 — 3,5 тисяч повстанців.
- Чисельність ВО «Богун» 2 — 2,5 тисяч повстанців.
- Чисельність ВО «Турів» 1,5 — 2 тисячі повстанців.
- Чисельність ВО «Тютюнник» — до 2 тисяч повстанців.

Український історик-архівіст Анатолій Кентій визначає чисельність бійців УПА-Північ у межах від 12 до 16 тис. в 1944 році. Його підрахунки частково підтверджуються показами заарештованого восени 1944 р. Є. Басюка (начальник штабу з'єднання УПА-Схід «Холодний Яр»), який свідчив про існування 12–13 тис. вояків (за відомостями станом на червень 1944 р.).
На думку науковця Олега Ленартовича, кількість, визначена Анатолієм Кентієм, значно занижена і могла відповідати дійсності лише наприкінці 1945 р. Підставу для коригування кількісного складу УПА-Північ дають інші радянські документи. У звітній доповіді секретаря обкому КП(б)У за період з лютого 1944 р. по лютий 1945 р. в області проведено 2.109 чекістсько-військових операцій і знищено 45 великих формувань УПА та 83 боївки СБ ОУН. У документі наводиться кількість убитих та заарештованих повстанців: втрати УПА — 15.298 вбитими, 18.066 — заарештовано, 6913 — з'явилося з повинною. Таким чином, загальна кількість втрат підрозділів УПА-Північ, які діяли на Рівненщині, за один рік складала 40.277 вояків.
На Волині на 13 вересня 1944 р. було вбито більше 2.000 вояків УПА, заарештовано 2.100, здалося 1.200. Загальні втрати склала близько 5.300 повстанців. В інформації першого секретаря Волинського обкому КП(б)У М. Профатілова, озвученій на засіданні пленуму Волинського обкому КП(б)У 31 жовтня 1945 р., кількість втрат ОУН і УПА станом на 20 жовтня 1945 р. складала 30.262 особи, з яких убито 8.684, заарештовано та захоплено в полон 8.499, затримано 1.948 осіб, з'явилося з повинною 8.470. Загалом знищено 148 підрозділів та груп УПА, залишилося 430 підрозділів та 27 боївок. Отже, за неповними даними лише з двох областей, де діяла УПА-Північ, її втрати у боях з підрозділами червоної армії та НКВС наприкінці 1945 р. становили 70.539 людей. Кількісний склад цих формувань в 1944 р. повинен був налічувати більше 70 тис. вояків. Правильність таких підрахунків підтверджується і німецькими джерелами, які нараховують близько 90 тис. вояків УПА станом на літо 1944 року.